# Religión en Bosnia y Herzegovina
La religión en Bosnia y Herzegovina se encuentra principalmente representada por el Islam. La mayoría de ellos, casi un 47%, se declaran seguidores de la escuela sunita. La constitución del país, de la Federación de Bosnia y Herzegovina y de la República de Srpska proveen libertad de culto. El gobierno por su parte, generalmente respeta este derecho en cada una de las áreas que étnicamente conforman el país. Sin embargo, las autoridades locales a veces restringen el derecho a culto en algunos lugares en donde tales personas corresponden a una minoría religiosa.

## Demografía
De acuerdo al censo del 2013, un 50.7% de la población se identifica como musulmana, un 30.75% como cristianos ortodoxos de la Iglesia ortodoxa serbia, 15.19% como católico, 1.15% como otros y un 1.1% como ateos o agnósticos, con el resto de personas encuestadas sin una respuesta clara. Una encuesta del 2012 encontró que un 47% de los musulmanes bosnios no tienen una denominación clara, mientras que el 45% se denominan como sunitas.
En Bosnia y Herzegovina, la religión está íntimamente ligada a cada una de las etnias del país, siendo la mayoría de los bosnios musulmanes, los croatas católicos y los serbios cristianos ortodoxos.

## Distribución geográfica

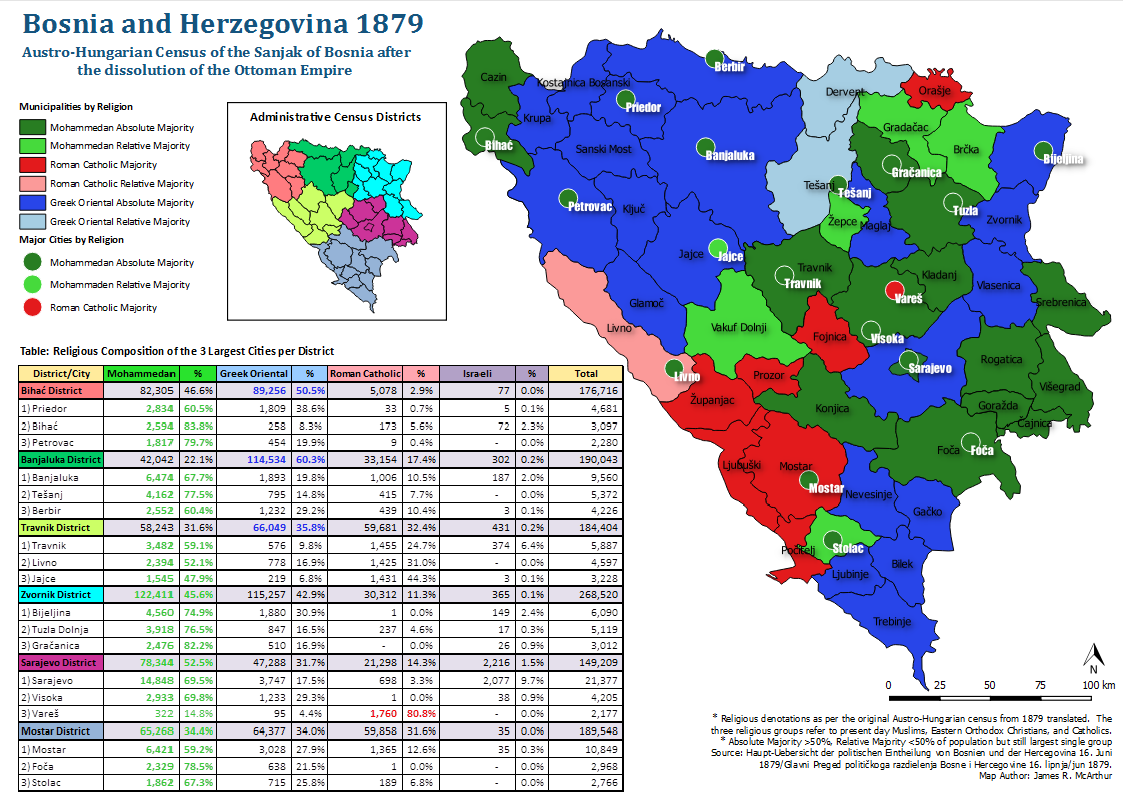
Estructura religiosa de Bosnia y Herzegovina en 1879
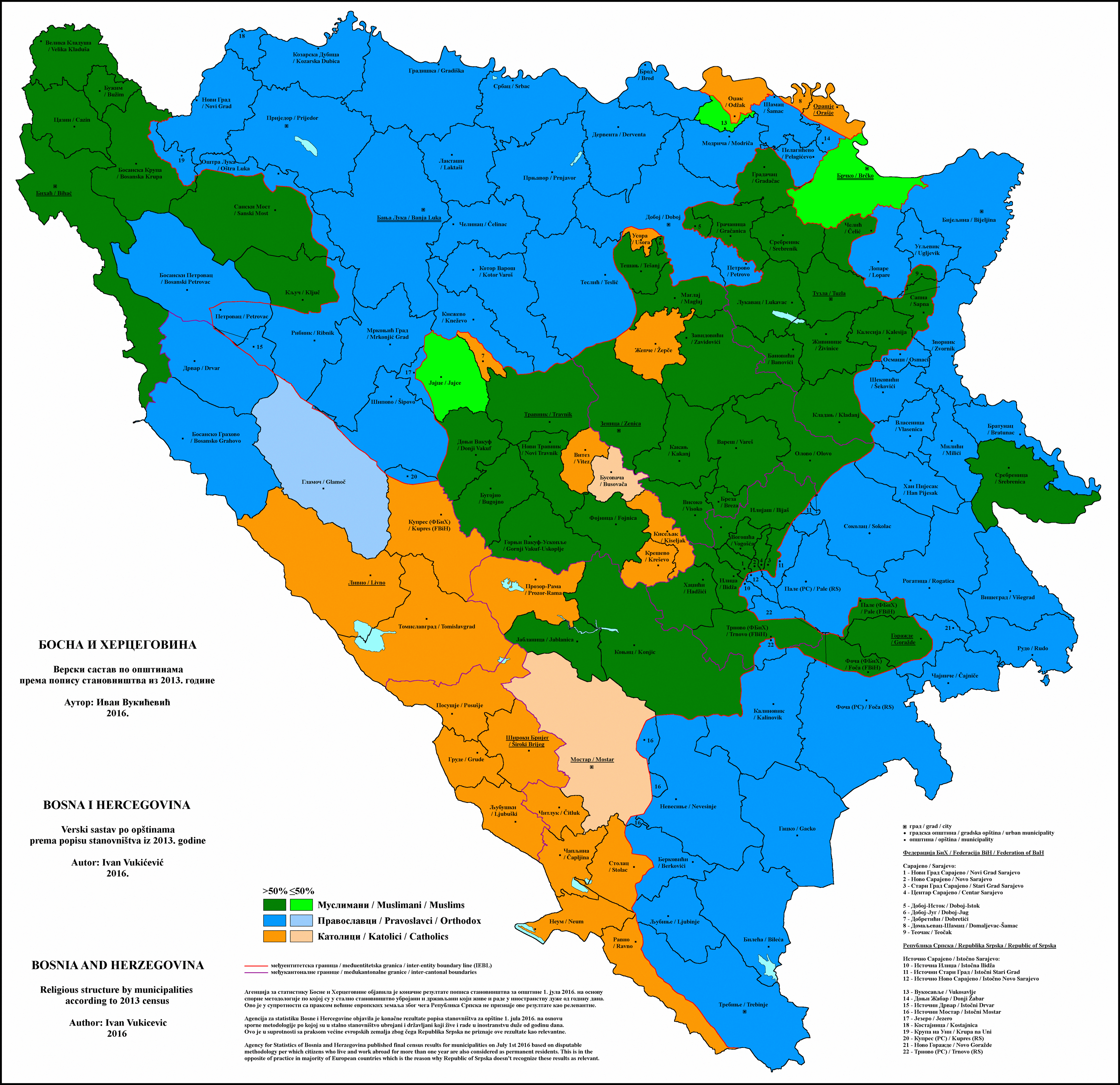
Estructura religiosa de Bosnia y Herzegovina por municipios en 2013
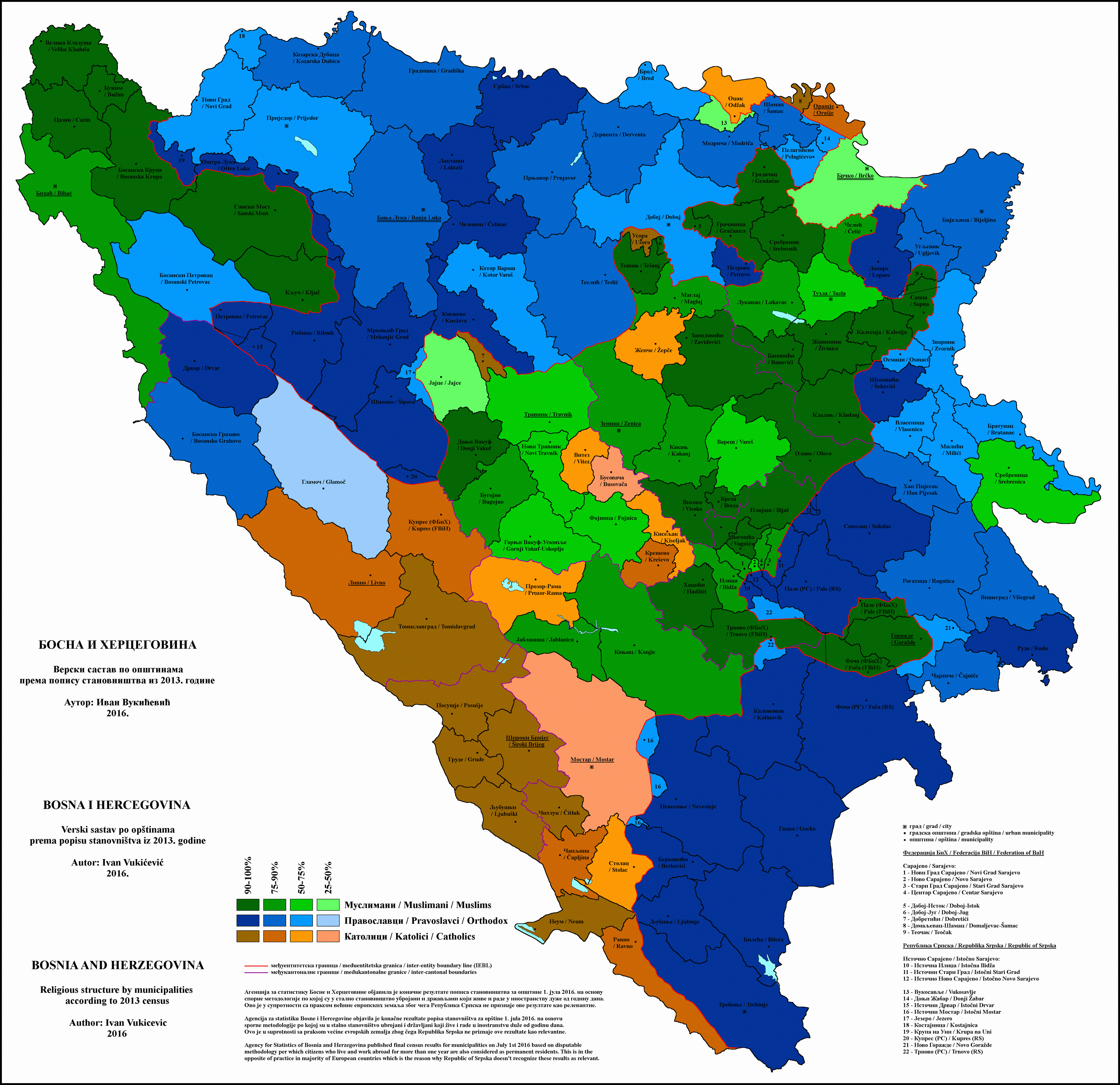
Estructura religiosa de Bosnia y Herzegovina por municipios en 2013
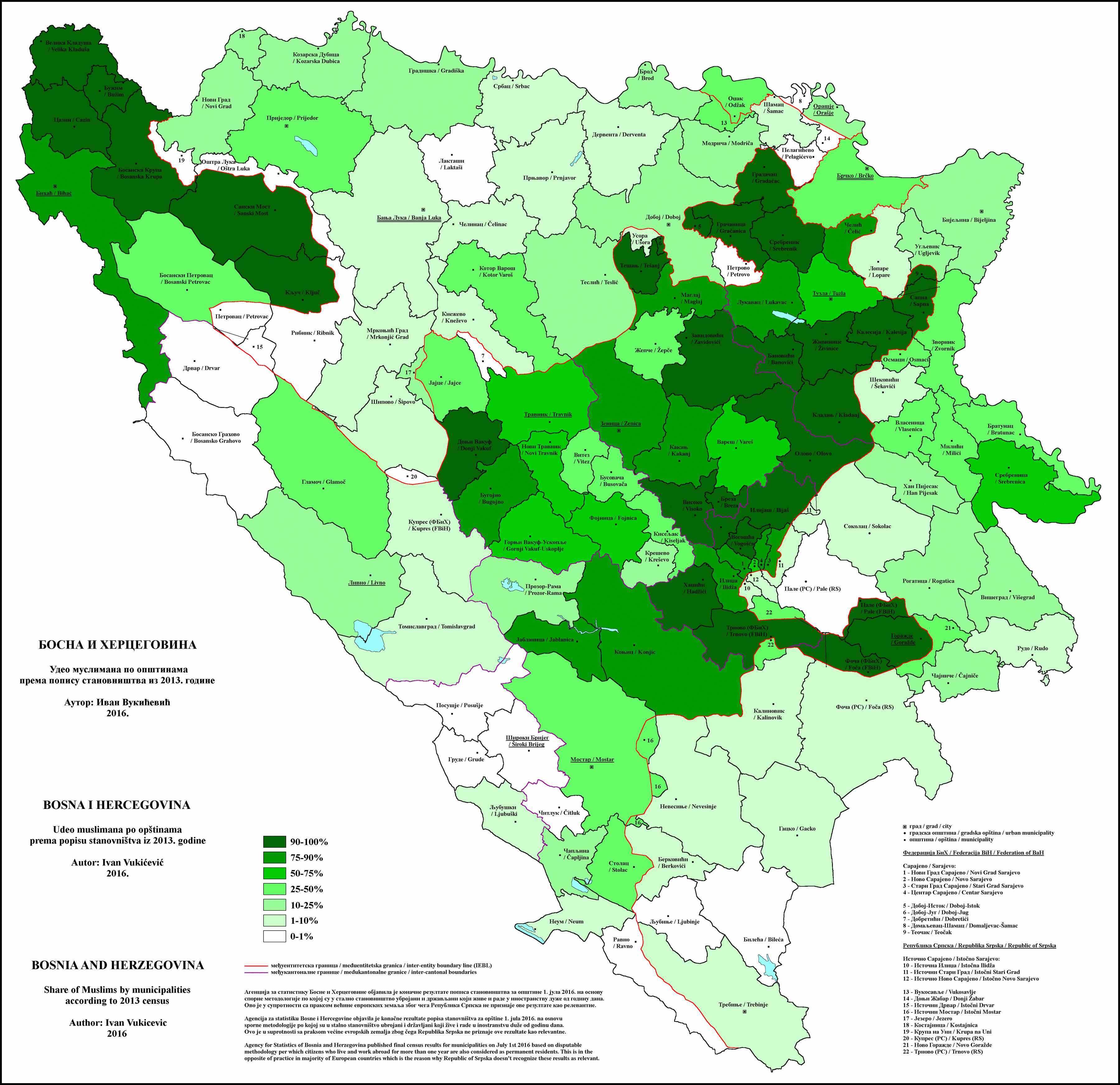
Porcentaje de musulmanes en Bosnia y Herzegovina por municipios en 2013
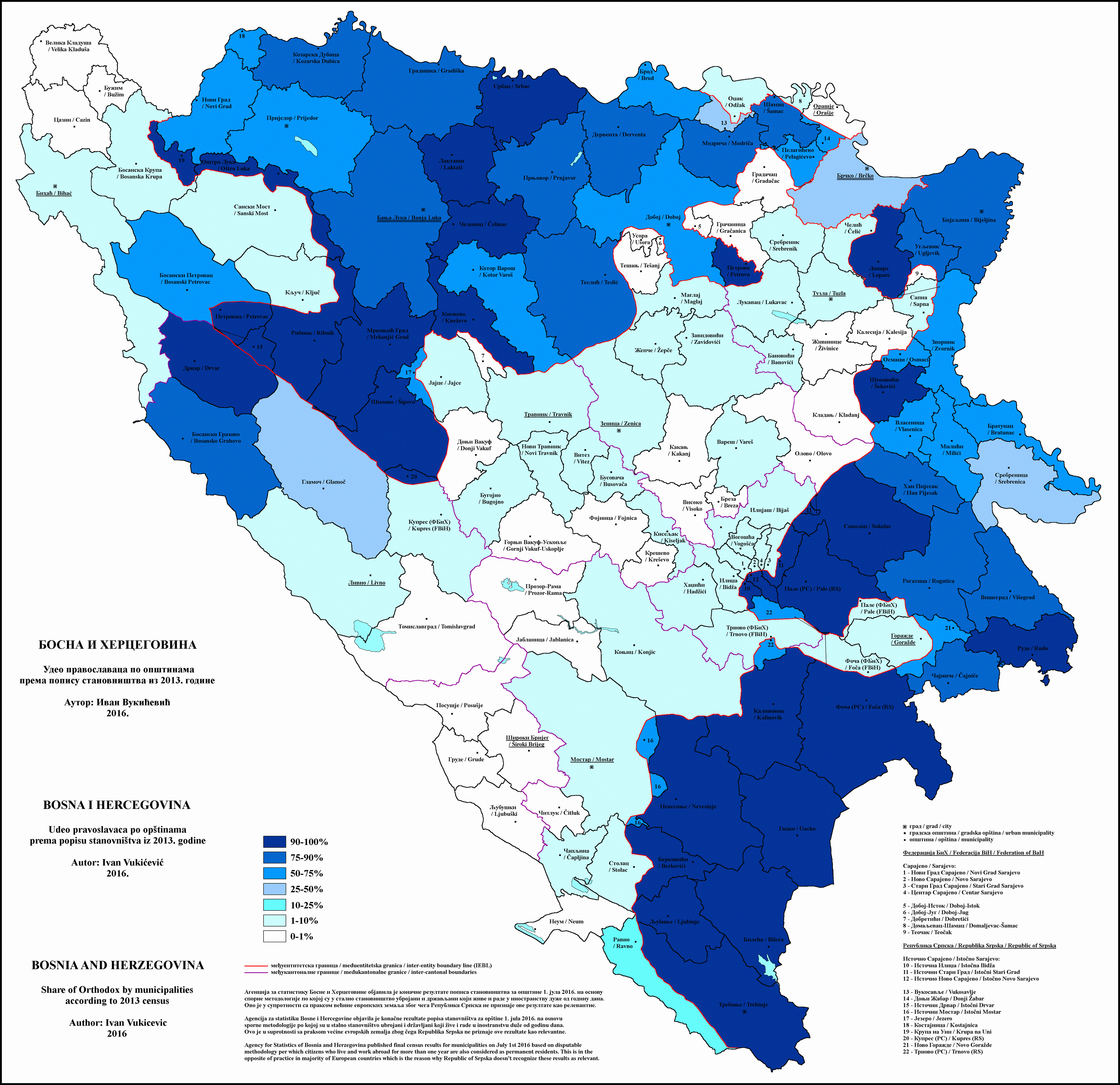
Porcentaje de cristianos ortodoxos en Bosnia and Herzegovina por municipios en 2013
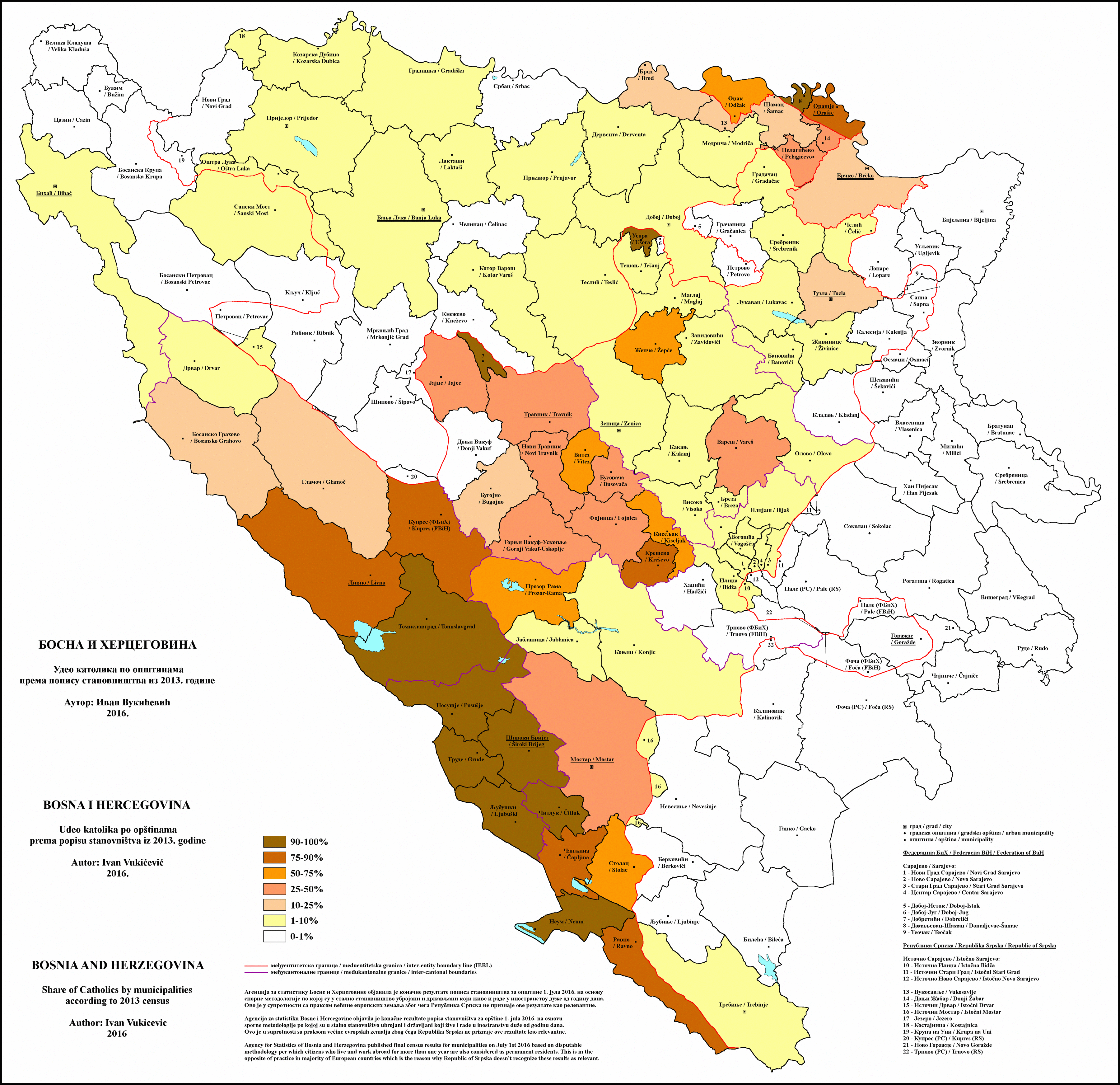
Porcentaje de católicos en Bosnia y Herzegovina por municipios en 2013